# Cát đằng vàng
Cát đằng vàng (danh pháp khoa học: Thunbergia eberhardtii) là một loài thực vật có hoa trong họ Ô rô. Loài này được Raymond Benoist miêu tả khoa học đầu tiên năm 1921.